# Malwina Buss
Malwina Buss (ur. 16 listopada 1991 w Warszawie) – polska aktorka filmowa  i telewizyjna. 
Absolwentka Prywatnego Liceum Ogólnokształcącego nr 32 im. Jeana Monneta w Warszawie. W latach 2007–2011 grała jedną z głównych ról – Natalię Zwoleńską, w serialu Barwy szczęścia. W 2011 roku zagrała w filmie Róża Wojtka Smarzowskiego. 
Uczęszczała do Ogniska Teatralnego u Machulskich, prowadzonego przez Jana Machulskiego i Halinę Machulską oraz brała udział w warsztatach aktorsko-wokalnych prowadzonych przez Zbigniewa Zamachowskiego w Książu (2011).

## Życie prywatne
W związku z Tomaszem Włosokiem. W 2019 roku urodziło się ich pierwsze dziecko, córka Jagoda.

## Filmografia
- 2007: Ja wam pokażę! (odcinki 3 i 4) – rola gościnna, koleżanka Tośki
- 2007: Dwie strony medalu (odcinek 53) – rola gościnna, uczennica z trawką
- 2007–2011: Barwy szczęścia (odcinki 1–681) – jako Natalia Zwoleńska
- 2007–2011: Na Wspólnej – jako Wioletta
- 2009: Zamiana, reż. Konrad Aksinowicz – jako Agata Więcek, córka prezydenta
- 2010: 7 minut, reż. Maciej Odoliński – jako Agnieszka Winkler, córka Piotra
- 2010: Święta krowa, reż. Radosław Węgrzyn – jako Ola
- 2011: Róża, reż. Wojciech Smarzowski – jako Jadwiga Kwiatkowska, córka Róży
- 2011: Zasady gry, reż. W. Jagiełło
- 2012: Komisarz Alex (odcinek 16: „Feralne zdjęcie”) – rola gościnna, jako dilerka Muka
- 2012: Prawo Agaty (odcinki 14 i 15) – rola gościnna, jako Justyna Cisowska
- 2012: Siła wyższa (odcinek 3) – rola gościnna, jako Milena
- 2016: Belfer - jako Jowita Wójcik
- 2020: Polot - jako Dominika
- 2020: Rysa - jako Jola